# Balmhorn
Le Balmhorn est un sommet du massif des Alpes bernoises à 3 698 m d'altitude, sur la frontière entre le canton du Valais et le canton de Berne, en Suisse.

## Géographie

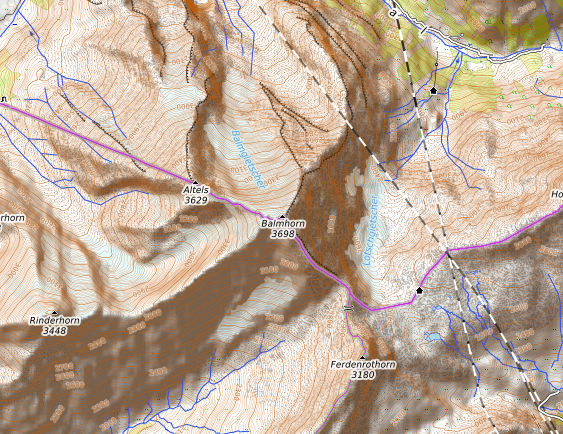
Carte topographique du Balmhorn.

Le Balmhorn est relié par une arête neigeuse à l'Altels, son voisin immédiat. Avec le Rinderhorn, ils forment un chaînon des Alpes bernoises à la limite du canton du Valais et du canton de Berne. Le col du Gemmi sépare le chaînon du Balmhorn de celui du Wildstrubel à l'ouest. Le Balmhorn domine le Balmhorngletscher au nord et le Lötschegletscher à l'est ainsi que la localité de Kandersteg au sud.
Le chaînon du Balmhorn-Rinderhorn est constitué de roche calcaire issue du soulèvement des couches sédimentaires lors de la collision de la plaque africaine et de la plaque eurasiatique au Paléogène, il y a soixante millions d'années.

## Premières ascensions
- 21 juillet 1864 : par Jakob Anderegg, Melchior Anderegg, Lucy Walker, Horace Walker et Frank Walker.
- 29 juillet 1886 : arête sud-est (Gitzigrat) par Ch. Hari, H. Hari, H. Dübi et L. Lichti.

## Alpinisme

### Voies
- Arête sud-est (AD).
- Arête nord-est du Balmhorn et traversée Balmhorn-Altels, course mixte (AD).

### Accès
- Cabane du Balmhorn (1 955 m).